# Umma (film)
Umma (koreanska: 엄마, eomma) är en amerikansk övernaturlig skräckfilm från 2022. Den är skriven och regisserad av Iris K. Shim, samt producerad av bland annat Sam Raimi. I rollerna syns Sandra Oh, Fivel Stewart, MeeWha Alana Lee, Tom Yi, Odeya Rush, och Dermot Mulroney.
Umma hade biopremiär i USA, av Sony Pictures Releasing, den 18 mars 2022. Den fick blandade recensioner från kritiker, som berömde Sandra Oh för hennes prestanda genom hela filmen, men som även kritiserade dess klyschiga formler, manus, övertro på "jump scares", och brist på spänning.

## Handling
Filmens handling kretsar kring den koreanska immigranten Amanda, som bor tillsammans med sin hemskolade dotter Chrissy (kallad "Amani"), på en lantgård i USA. En dag när Amandas morbror/farbror, Mr. Kang, kommer på besök ifrån Korea, och ger henne en kremerad aska, bestående av hennes avlägsna moders kvarlevor, så blir hon snabbt konfronterad av hemska minnen, från hennes minst sagt våldsamma barndom. I och med detta så blir även Amanda ständigt plågad av rädslan, över att hon en dag kommer att bli i stort sett lika hemsk som sin mor, som lämnades till att uppfostra sin dotter helt och hållet ensam. Och just denna rädsla, ska snart, sakta men säkert, komma till att bli verklighet...

## Rollista
| Sandra Oh        | – Amanda       |
| Fivel Stewart    | – Chrissy      |
| Dermot Mulroney  | – Danny        |
| Odeya Rush       | – River        |
| MeeWha Alana Lee | – Park Soon-yi |
| Tom Yi           | – Mr. Kang     |

## Produktion
I januari 2020 tillkännagavs det, att Sandra Oh hade fått en roll i denna film, som skulle bli regisserad och skriven av Iris K. Shim, samt produceras av Sam Raimi och Zainab Azizi, under produktionsbolaget Raimi Productions. Inspelningarna av filmen skulle från början ha ägt rum i Vancouver, med start från april 2020. Dock så fick hela produktionen läggas på is, i och med spridningen av covid-19-pandemin. I oktober 2020 anslöt Fivel Stewart, Dermot Mulroney, Odeya Rush, MeeWha Alana Lee och Tom Yi sig till filmens rollista, med Stage 6 Films som skulle producera, och Sony Pictures Releasing, som skulle stå som distributör för själva filmen. Inspelningarna kunde så småningom även sätta igång i Los Angeles, Kalifornien, den 7 oktober 2020. Den avslutades sedan därefter i januari 2021.